# گورابو، پورتوریکو
گورابو (به انگلیسی: Gurabo) یک منطقهٔ مسکونی در ایالات متحده آمریکا است که در پورتوریکو واقع شده‌است.
 گورابو ۷۳٫۲۴ کیلومتر مربع مساحت و ۴۵٬۳۶۹ نفر جمعیت دارد.